# Fremont (Iowa)
Fremont és una població dels Estats Units a l'estat d'Iowa. Segons el cens del 2000 tenia 704 habitants.

## Demografia
Segons el cens del 2000, Fremont tenia 704 habitants, 283 habitatges, i 198 famílies. La densitat de població era de 263,9 habitants/km².
Dels 283 habitatges en un 33,2% hi vivien nens de menys de 18 anys, en un 62,2% hi vivien parelles casades, en un 6,4% dones solteres, i en un 29,7% no eren unitats familiars. En el 25,1% dels habitatges hi vivien persones soles el 14,5% de les quals corresponia a persones de 65 anys o més que vivien soles. El nombre mitjà de persones vivint en cada habitatge era de 2,49 i el nombre mitjà de persones que vivien en cada família era de 2,95.
Per edats la població es repartia de la següent manera: un 26,6% tenia menys de 18 anys, un 9,2% entre 18 i 24, un 25% entre 25 i 44, un 21% de 45 a 60 i un 18,2% 65 anys o més.
L'edat mediana era de 36 anys. Per cada 100 dones de 18 o més anys hi havia 91,5 homes.
La renda mediana per habitatge era de 39.583 $ i la renda mediana per família de 44.167 $. Els homes tenien una renda mediana de 33.333 $ mentre que les dones 26.250 $. La renda per capita de la població era de 16.925 $. Entorn del 5,9% de les famílies i el 8,9% de la població estaven per davall del llindar de pobresa.

## Poblacions més properes
El següent diagrama mostra les poblacions més properes.